# Federico Torralba Soriano
Federico Torralba Soriano (Zaragoza, España, 31 de agosto de 1913-Zaragoza, España, 22 de abril de 2012) fue un historiador del arte, profesor universitario, coleccionista, galerista y crítico de arte español.

## Biografía
Nació el 31 de agosto de 1913 en Zaragoza, España. Inició estudios de Derecho en 1929 en la Universidad de Zaragoza aunque terminó obteniendo esa licenciatura varios años más tarde por la Universidad de Salamanca. Se licenció en Filosofía y Letras por la Universidad de Zaragoza en 1934. En 1956 se doctoró por esa misma universidad con la tesis Aportaciones para el estudio y la historia de la miniatura francesa: Libros de Horas miniados conservados en Zaragoza, publicada como Libros de Horas miniados conservados en Zaragoza en 1962.
Inició su carrera como profesor de Historia del Arte en 1941 en la Universidad de Zaragoza. Obtuvo en 1965 la cátedra de Historia del Arte de la Universidad de Oviedo, luego la de la Universidad de Salamanca y finalmente en 1972 la de la Universidad de Zaragoza, donde se jubiló en 1983, continuando como profesor emérito tres años más. También impartió clases en la Escuela de Artes y Oficios Artísticos de Zaragoza. Sus alumnos han destacado tanto sus conocimientos, como sus habilidades para la enseñanza.
Sus investigaciones abarcaron distintos campos desde el arte contemporáneo al arte japonés, realizando numerosas publicaciones, entre las que destacan las dedicadas a Francisco de Goya, como Goya en Aragón.
Llevó a cabo una promoción del arte contemporáneo en la ciudad de Zaragoza, impulsando desde el ejercicio de la crítica a diferentes creadores como el Grupo Pórtico, promoviendo la celebración de exposiciones bajo patrocinio oficial, pero también dirigiendo las galerías Kalós y Atenas junto con Antonio Fortún.
A partir de los años cincuenta del siglo veinte impulsó la revitalización artística zaragozana y la investigación desde la Institución Fernando el Católico de la Diputación Provincial de Zaragoza donde ocupó la cátedra "Goya".
Fue director de la Real Academia de Nobles y Bellas Artes de San Luis de Zaragoza, entre 1992 y 1997, y también académico de honor de la Real Academia de Bellas Artes de la Purísima Concepción de Valladolid y académico correspondiente de la Real Academia de Bellas Artes de San Fernando de Madrid.
Recibió importantes galardones de Zaragoza y Aragón. En 1992 le fue concedido en la categoría de Artes uno de los Premios Aragón otorgados por el Gobierno de Aragón.
Legó su Colección de Arte Oriental a la Diputación General de Aragón, siendo gestionada desde el año 2002 por la Fundación Torralba-Fortún.
En 2008 recibió la Orden del Sol Naciente con Rayos Dorados del Japón "por sus destacadas labores en el fortalecimiento de las relaciones culturales entre España y Japón durante un largo tiempo".
Falleció a los 98 años el 22 de abril de 2012 en su ciudad natal, Zaragoza, España.

## Libros publicados
- Sau-Mer-Aton: (los hijos de Atón). Zaragoza : Institución Fernando el Católico, 2013.
- Estudios sobre Arte de Asia Oriental. Zaragoza, Fundación Torralba-Fortún y Prensas Universitarias de Zaragoza, 2008.
- Obra dispersa: artículos. Zaragoza : Institución Fernando el Católico, 1999.
- Goya. Zaragoza : Caja de Ahorros y Monte de Piedad de Zaragoza, Aragón y Rioja, D.L. 1996.
- El entorno familiar de Goya. Zaragoza: Ibercaja, 1990.
- Goya, economistas y banqueros. Zaragoza : Banco Zaragozano, 1980.
- Pintura contemporánea aragonesa. Zaragoza : Guara Editorial, D.L. 1979.
- Nueva guía artístico-monumental de Aragón. Madrid [etc.] : Everest, D.L. 1979.
- Arte religioso en la villa de Sos del Rey Católico. Zaragoza: Institución Fernando el Católico, 1978.
- Goya en Aragón. Madrid [etc.] :Everest, 1977.
- Guía artística de Zaragoza. Zaragoza : Anatole, 1974.
- Libros de horas miniados conservados en Zaragoza. Zaragoza : Institución Fernando el Católico, 1962 (2ª edición, 2007).